# Autofradates I
Autofradates II (em grego: Αὐτοφραδάτης; romaniz.: Autophradátēs; em persa antigo: *Vātafradātaʰ; em parta: Wadfradad) foi uma dinasta (frataraca) de Pérsis no final do século II a.C., governando de 146 a 138 a.C.. Foi antecedido por Bagadates e sucedido por Autofradates II.